# أواريس

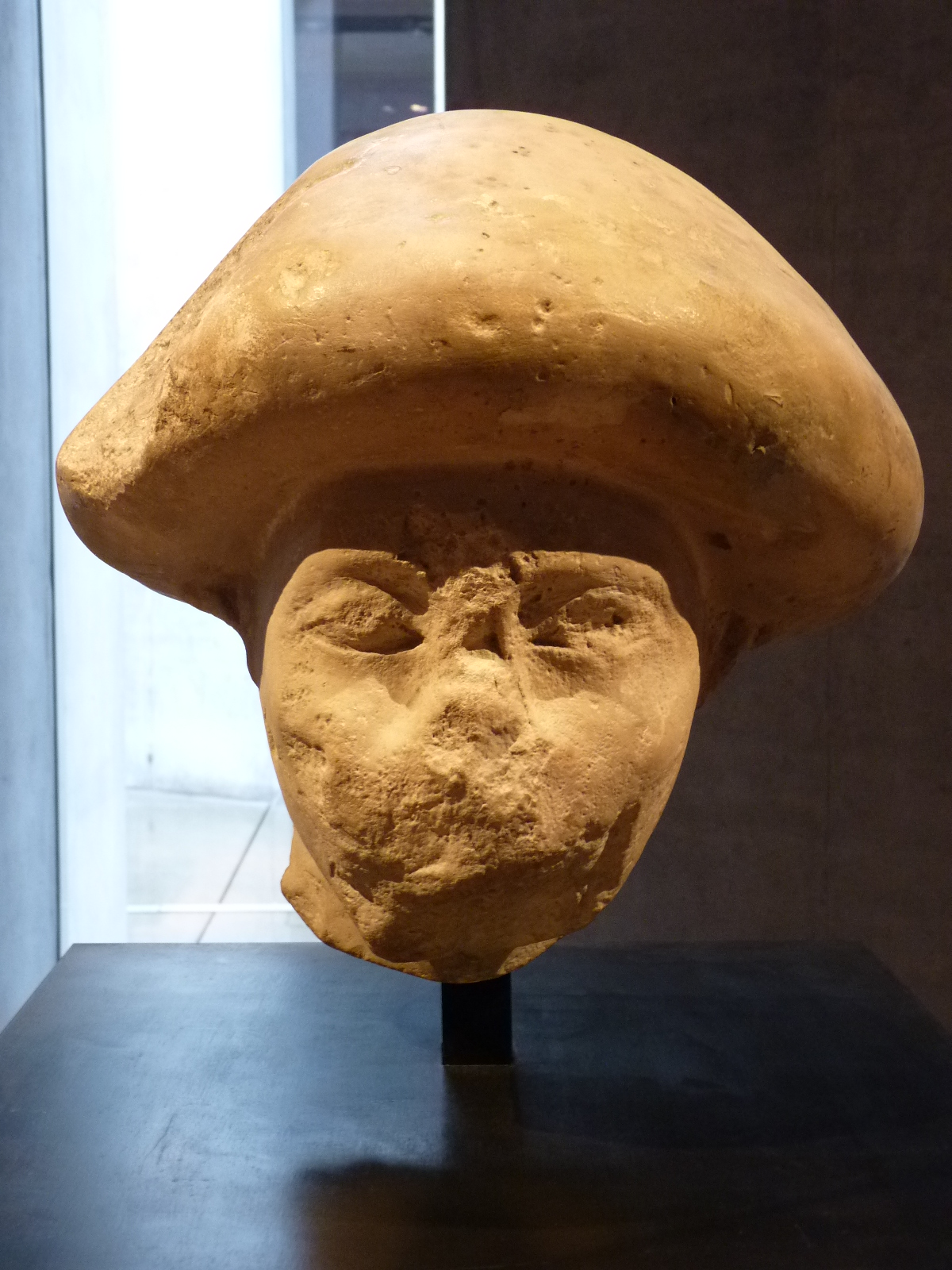
مسؤول يرتدي تصفيفة الشعر "على شكل فطر" شوهد أيضًا في اللوحات المعاصرة للأجانب الآسيويين الغربيين ، من أواريس ، عاصمة الهكسوس. يعود تاريخه إلى 1802 - 1640 قبل الميلاد. المجموعة الوطنية للفن المصري.

أواريس (/ˈævərɪs/ ؛ المصرية: حت وعرت، يتم نسخها أحيانًا  حوت وعرت  في الأعمال لجمهور مشهور؛ الإغريقية: Αὔαρις، رومنة: Auaris؛ اليونانية: Άβαρις، رومنة: Avaris)  كانت عاصمة مصر تحت حكم الهكسوس. كانت تقع في تل الضبعة الحديثة في المنطقة الشمالية الشرقية من دلتا النيل، عند مفترق المقاطعات الثامنة والرابعة عشر والتاسعة عشرة والعشرون. مع هجرة المجرى الرئيسي لنهر النيل شرقا، جعلها موقعها في محور دلتا مصر من العاصمة الإدارية الرئيسية للهكسوس والتجار الآخرين. تم احتلالها من حوالي 1783 إلى 1550 قبل الميلاد، أو من الأسرة الثالثة عشر خلال الفترة الانتقالية الثانية لمصر حتى استولى عليها أحمس الأول، أول ملك من الأسرة الثامنة عشر. ربما تم نطق الاسم باللغة المصرية في الألفية الثانية قبل الميلاد حت وعرت «بيت المنطقة» ويشير إلى عاصمة التقسيم الإداري للأرض (wʕr.t). اليوم، اسم حوارة باقٍ، مشيرًا إلى الموقع عند مدخل الفيوم. بدلاً من ذلك، أشار إكليمندس الإسكندري إلى اسم هذه المدينة باسم «أثيريا».

## نظرة عامة

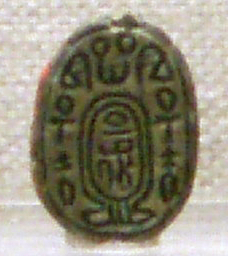
جعران يحمل اسم ملك الهكسوس أبوفيس الأول ، الآن في متحف الفنون الجميلة في بوسطن

في عام 1885 ، بدأ السويسري إدوارد نافيل أولى عمليات التنقيب في المنطقة المحيطة بتل الضبعة، على الرغم من أن المكتشفات تضمنت قطعًا برونزية وخزفية سورية فلسطين (توضيح)، إلا أنها نُشرت بشكل سريع ولم تحظ باهتمام كبير. في عام 1928، صادف محمود حمزة مجمع قصور هائل من الأسرة التاسعة عشر والعشرون، والذي حدده باسم بر-رمسيس، على بعد حوالي كيلومترين شمال تل الضبعة، على الحافة الجنوبية لقرية قنتير. ظهرت بلاطات القيشاني والأجزاء المعمارية إلى النور، والتي يمكن دمجها لتشكيل مداخل ونوافذ خارجية وبوابات رائعة. بين عامي 1941 و 1942، أرسل لبيب حبشى، عالم المصريات مصر فكرة أنه يمكن التعرف على الموقع مع أفاريس. في الوقت نفسه، أيد الرأي القائل بأن موقع قنتير هو بر-رمسيس، حيث صادف بوابات في قناة ديدامون المجاورة التي جاءت من منازل كبار المسؤولين من عصر الرعامسة. ومع ذلك، فإن علماء المصريات مثل بيير مونتيه اعتبروا أن أفاريس وبر-رمسيس يجب أن يكونا في تانيس، حيث يوجد عدد لا يحصى من الآثار الحجرية التي يمكن أن تأتي فقط من بر-رمسيس وأفاريس. لا يمكن للمرء أن يتخيل أن الكم الهائل من الآثار الحجرية خلال الأسرتين الأسرة الحادية والعشرون الأسرة الثانية والعشرون تم نقلها من قنتير إلى تنيس، على بعد 25 كم. من ناحية أخرى، لم يتم العثور على كتلة واحدة في تانيس للاستخدام الأصلي في الموقع. اكتشف شحاتة آدم خلال أعمال التنقيب من 1951 إلى 1954 جزءًا من المنطقة من الأسرة الثانية عشرة بالقرب من عزبة رشدي، بما في ذلك معبد لعبادة أمنمحات الأول بين عامي 1966 و 1969 ومنذ 1975، تم التنقيب عن الموقع بواسطة المعهد الأثري النمساوي. من عام 1966 إلى عام 2009 تحت إشراف مانفريد بيتاك، منذ عام 2009 تحت إشراف إيرين فورستنر مولر. وقد مكنت الحفريات السابقة من توطين واضح لعوريس في تل الضبعة وبر-رمسيس في قنتير. باستخدام تقنية التصوير بالرادار، تمكن العلماء في عام 2010 من تحديد مخطط المدينة بما في ذلك الشوارع والمنازل والميناء والذراع الجانبي لنهر النيل الذي يمر عبر المدينة. تحولت تركز الأبحاث الحديثة (اعتبارًا من 2014) من الحفريات في القصور إلى علم آثار المستوطنات الحقيقية، مما يعني أن الاعتبارات الحضرية في المقدمة الآن. يتم توفير أساس ذلك من خلال المخطط العام لتل الضبعة الذي تم إنشاؤه على أساس المغناطيس. وهذا يشمل البحث في أذرع النهر القديمة وإعادة بناء منظر الميناء.
الموقع في تل الضبعة، الذي يغطي مساحة حوالي 2 كيلومتر مربع، في حالة خراب اليوم، لكن الحفريات أظهرت أنه في وقت من الأوقات، كان مركزًا تجاريًا متطورًا مع ميناء مزدحم يخدم أكثر من 300 سفينة خلال موسم التداول. أنتجت القطع الأثرية التي تم حفرها في معبد أقيم في فترة الهكسوس سلعًا من في جميع أنحاء عالم بحر إيجة. يحتوي المعبد حتى على مينوان - مثل اللوحات الجدارية التي تشبه تلك الموجودة في كريت في قصر كنوسوس. كما تم التنقيب عن قبر كبير من الطوب اللبن إلى الغرب من المعبد، حيث تم العثور على مرفقات جنائزية، مثل السيوف النحاسية.
قرب نهاية الأسرة السابعة عشر، حاصر كامس، آخر ملوك الأسرة السابعة عشر، أواريس، لكنه لم يتمكن من طرد الهكسوس، الذين طردوا أخيرًا بعد حوالي 18 عامًا (حوالي 1550 قبل الميلاد) بواسطة أحمس الأول، مؤسس الأسرة الثامنة عشر. واستقرت الأسرة الثامنة عشر في طيبة وأفاريس هُجرت إلى حد كبير، وأصبحت قلعتها السابقة أول موقع لمرافق تخزين ضخمة، بما في ذلك العديد من الصوامع ثم معسكرًا للجيش، حتى أخيرًا تم بناء مجمع فخم جديد من الأسرة الثامنة عشر فوق المعسكرات ومقابر الجندي. تم استيعاب أواريس في إلى مدينة بر-رمسيس الجديدة التي بناها رمسيس الثاني (1279-1213 قبل الميلاد) من الأسرة التاسعة عشر عندما أعاد العاصمة إلى الدلتا.

## التسلسل الزمني الحضري
- طبقات Stratiagraphic M-N

خطط أمنمحات الأول (الأسرة الثانية عشر) لمستوطنة تسمى «حُت وارت» تقع في المقاطعة التاسعة عشر، حوالي عام 1930 قبل الميلاد. كانت بلدة مصرية صغيرة حتى حوالي 1830 قبل الميلاد عندما بدأت في النمو بهجرة الكنعانيين (بلاد الشام العصر البرونزي المتوسط IIA) بحلول عام 1800 قبل الميلاد، كانت مستعمرة تجارية أكبر بكثير تحت السيطرة المصرية. على مدار المائة عام التالية زادت الهجرة من حجم المدينة. تم العثور على جعران باسم «رتنو» في أواريس، ويرجع تاريخها أيضًا إلى الأسرة الثانية عشر (1991-1802 قبل الميلاد).
- طبقات Stratiagraphic G

في حوالي عام 1780 تم بناء معبد لـ ست. اعتبر الكنعانيون الذين يعيشون في أواريس أن الإله المصري ست هو الإله الكنعاني أداد. كلاهما له سيطرة على الطقس.
- طبقات Stratiagraphic F

حوالي عام 1700 قبل الميلاد تم بناء حي المعبد للكنعانيين عشتروت وحتحور المصرية في الجزء الشرقي من المدينة. من 1700 فصاعدًا يبدأ التقسيم الطبقي الاجتماعي وظهور النخبة.
- طبقات Stratiagraphic E

في عام 1650، وصل الهكسوس ونمت المدينة إلى 250 هكتارًا. يُعتقد أن أواريس كانت أكبر مدينة في العالم من عام 1670 إلى 1557 قبل الميلاد. تم بناء قلعة كبيرة في حوالي عام 1550.

## اتصال مينوان

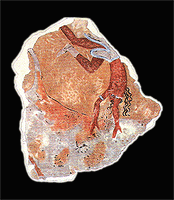
جزء من لوحة جدارية مبنوان وجدت في أفاريس ، مصر. هذه اللوحة الجدارية تشبه إلى حد بعيد لوحة جدارية أخرى من كنوسوس ، كريت.

لدى أواريس، إلى جانب تل كابري في إسرائيل وألالاخ في سوريا، أيضًا سجل لـ الحضارة المينوية، وهو أمر نادر جدًا في بلاد الشام. تكهن مانفريد بيتاك، عالم الآثار النمساوي والحفار في تل ضبعة، بوجود اتصال وثيق مع حكام أواريس، وأن المبنى الكبير الذي يضم اللوحات الجدارية سمح للمينويين بالعيش طقوسًا في مصر. اقترح عالم الآثار الفرنسي إيف دوهوكس وجود «مستعمرة» مينوان على جزيرة في دلتا النيل.

## أعلام
- رمسيس الأول
- سيتي الأول